# (12957) 2258 T-2
A (12957) 2258 T-2 a Naprendszer kisbolygóövében található aszteroida. Cornelis Johannes van Houten, Ingrid van Houten-Groeneveld és Tom Gehrels fedezte fel 1973. szeptember 29-én.

## Kapcsolódó szócikk
- Kisbolygók listája (12501–13000)